# 毕善功
毕善功（Louis Rhys Oxley Bevan，1874年—1946年），英国人，清末与民国时期在中国担任教师。

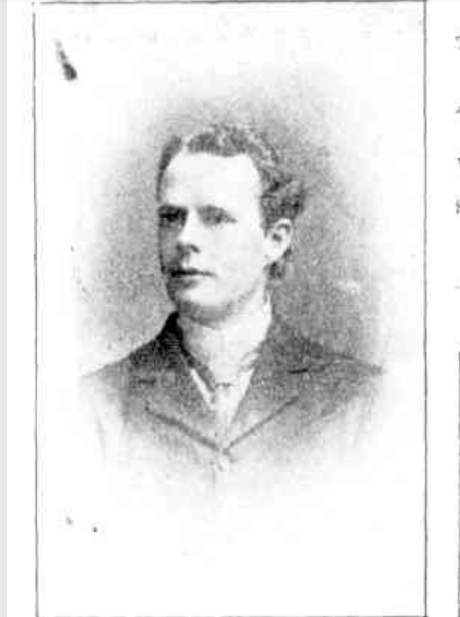
毕善功的照片

## 生平
1874年2月7日，出生于英格兰伦敦圣吉尔（St Giles）区。父亲是一名公理会牧师(Congregational Minister)。毕善功是家中第三子。
1886年11月6日，随家人迁居抵达澳大利亚。
毕善功在英格兰时就读于泰勒商业学校（Merchant Taylor's School）。移居澳大利亚后进入墨尔本的英国圣公会文法学校（Church of England grammar school）。
1888年10月通过墨尔本大学的入学考试，从1889年一直到1896年，就读于墨尔本大学三一学院（Trinity College），主修数学和自然哲学（Mathematics and Natural Philosophy）。到1896年，毕善功已经通过了墨尔本大学为该专业设立的所有考试。
1896年，被剑桥大学三一学堂(Trinity Hall)录取。
1898年，墨尔本大学在毕善功本人缺席的情况下，授予其文学硕士（Master of Arts）学位。
1899年，获剑桥大学法学士（LL.B.）学位，成绩为一等（First Class）。该学位通常需要四年才能取得，而毕善功只用了三年，这一优异成绩被墨尔本数家当地媒体报导。
1900年，获剑桥大学文学士（B.A.）学位。同年，在伦敦格雷律师学院（Gray's Inn）取得出庭律师（Barrister-at-law）资格。随即返回墨尔本。
1901年5月，成为澳大利亚执业律师，可以在维多利亚州最高法院出庭。
1902年来华，任教于山西大学堂西斋，教授法律。同时担任西斋副总教习。
1903年，在上海与澳大利亚人Florence Springthorpe结婚。
1906年，在敦崇礼逝世后，代理山西大学堂西斋总教习，直到苏慧廉接任。
1910年，转任北京大学教授。讲授英国法律、英文、拉丁文。
1916年，其妻子Florence Springthorpe病逝。
毕善功曾任中国政治学会主编的英文期刊《中国社会和政治学报》（The Chinese Social and Political Science Review）第二任总编辑。（该报于1916年创刊）
在北京期间，交往甚广。与胡适、蒋梦麟、丁文江等中国学界名流均有来往。其中与胡适的关系尤为良好。
1926年，出任燕京大学教授。教授罗马法与外国法。
1936年12月，因华北局势紧张，毕善功离开中国，返回墨尔本。
1946年10月13日，在澳大利亚维多利亚州墨尔本城郊的莫尔文（Malvern） 因车祸逝世。

## 荣誉
1906年（光绪32年），清政府授予毕善功二品顶戴。
1910年，清政府赏给毕善功二等第三宝星并二品封典。
1914年，中华民国大总统向毕善功颁发四等嘉禾章。
1919年，中华民国大总统向毕善功颁发三等嘉禾章。
1947年，为了纪念去世的毕善功，燕京大学外籍教职员发起成立“纪念毕善功先生奖学金”。